# Eagletown (Oklahoma)
Eagletown est une census-designated place du comté de McCurtain, dans l'État d'Oklahoma, aux États-Unis,. En 2020, elle compte une population de 404 habitants.